# Thomas Jungblut
Thomas Jungblut (* 1. September 1947) ist ein ehemaliger deutscher Segler.

## Werdegang
Jungblut, Sohn eines Lotsen, wuchs in Hamburg-Övelgönne auf. Er wurde 1971 vor Kiel Weltmeister in der Bootsklasse OK-Jolle und 1977 in der Bootsklasse Shark 24. Bei der Weltmeisterschaft der Dreivierteltonner kam Jungblut 1990 auf den zweiten Rang. 1973 und 1993 siegte er im Admiral’s Cup. Im Laufe der Austragung des Admiral’s Cups 1995 sprang Jungblut auf dem deutschen Boot „Thomas-i-Punkt“ als Steuermann ein.
Vor Warnemünde wurde er 1986 zusammen mit Tim Kröger und Thomas Maschkiwitz in der Bootsklasse Soling Dritter der Europameisterschaft. 1998 gewann Jungblut den Commodores’ Cup. Des Weiteren wurde er viermal Maxi-Weltmeister.
Beruflich war er als Zahntechniker tätig und widmete sich dann hauptamtlich der Segelmacherei. Jungblut wurde Geschäftsführer des Unternehmens North Sails GmbH und übte diese Tätigkeit bis 2014 aus.